# 奇卡帕河
奇卡帕河（法語：Tshikapa），是剛果民主共和國的河流，位於該國中南部，屬於開賽河的支流，流域面積27,900平方公里，流經西開賽省，河口處在奇卡帕附近。